# 黄定文
黄定文，浙江鄞县（浙江宁波）人，是一名清朝政治人物。
黄定文曾于1807年接替郑济焘任松江府知府一职，1808年由觉罗体德接任。